# Nico Rost
Nicolaas Rost (Groningen, 21 juni 1896 – Amsterdam, 1 februari 1967) was een Nederlands schrijver, vertaler, journalist en verzetsman.

## Jeugd en de jaren in Duitsland
Na een niet afgemaakte gymnasiumopleiding aan het Praedinius Gymnasium in Groningen liep de jonge Nico Rost weg van huis om schrijver te worden. Zijn werk werd slecht ontvangen, maar na zijn militaire dienst kon Rost van zijn pen leven. In de jaren 1923-1933 woonde hij in Berlijn waar hij als vertaler, onder andere van Alfred Döblins Berlin Alexanderplatz en als correspondent van het dagblad De Telegraaf en het weekblad De Groene Amsterdammer werkte. Rost bezocht in deze jaren Moskou, Praag en Berlijn. Voor het letterkundig maandblad Groot Nederland schreef Rost, die veel van Duitsland en de Duitse literatuur hield, literatuurkritieken.
Rost bezocht ook de Sovjet-Unie en werd lid van de KPD, de Duitse communistische partij. Direct na de regeringsovername van Hitler werd Rost in februari 1933 in het concentratiekamp Oranienburg opgesloten, ten noorden van Berlijn.
Na drie weken werd Rost vrijgelaten. Hij deed in zijn 'Brief uit een concentratiekamp' verslag van zijn belevenissen en vestigde zich in Brussel. Van daaruit reisde hij naar Spanje waar hij in de Spaanse Burgeroorlog partij koos voor de regering van de republiek en tegen de conservatieve officier Franco. Na de overwinning van Franco keerde Rost terug naar Brussel. Ook in de jaren dertig vertaalde Rost veel Duitse romans, onder meer van Erich Maria Remarque, Hans Fallada, Lion Feuchtwanger, Ernst Toller, Egon Erwin Kisch en Arnold Zweig.
In 1936 was hij een van de oprichters van het Comité van Waakzaamheid, dat waarschuwde voor het nationaalsocialisme.

## Nico Rost in de Tweede Wereldoorlog
In Brussel trouwde Nico Rost in juli 1941 met de Joodse Edith Blumberg. Hij was actief in het verzet waarbij zijn inbreng vooral van literaire aard lijkt te zijn geweest. In Brussel verzorgde hij onder het pseudoniem Abel Eppens bloemlezingen uit het werk van R.C. Bakhuizen van den Brink, E.J. Potgieter, Jacob Geel en P.C. Hooft. Onder een andere schuilnaam, N. de Praetere, gaf hij vertaalde aforismen van de achttiende-eeuwse Duitse filosoof en natuurkundige Georg Christoph Lichtenberg uit, onder de titel Het kleine fundamenten-boek. Een Lichtenberg-brevier (1942). Aan deze verzetsdaad kende Rost, die vertrouwde op de macht van het geschreven woord, grote waarde toe. De Duitse autoriteiten beviel het ontduiken van hun censuur niet.
Nico Rost werd in 1942 door de Duitse bezetter gearresteerd. Na de gevangenis van Scheveningen (Oranjehotel)) en kamp Vught kwam hij uiteindelijk in Dachau terecht. Rost had een abces aan zijn been en werd in de ziekenbarak (het Revier) opgenomen, waar hij naar hartenlust boeken kon lezen. Hij koos er vooral Duitse klassieken; Johann Wolfgang von Goethe, de gebroeders Friedrich von Schlegel en August Wilhelm von Schlegel, Friedrich Hölderlin en Arthur Schopenhauer. Met evenveel gretigheid verslond hij er werken van Jean-Jacques Rousseau, Silvio Pellico, Franz Grillparzer, August Strindberg en Jean Racine. In het Revier had hij ook tijd om gesprekken te voeren met medegevangenen als Herman Bernard Wiardi Beckman, Gijs van Münster, prins Friedrich Leopold van Pruisen en prins Xavier van Bourbon-Parma. Nico Rost had verschillende 'baantjes' in Dachau. Zo was hij onder andere Nachtpfleger bij de malaria-afdeling, portier en later Revierläufer (boodschappen doen in het kamp, zieken- en dodenlijsten verzamelen en laten ondertekenen, alsmede zorgen voor de aanlevering van bloeddonoren). Het belangrijkste voordeel van deze aanstelling was het feit dat hij als 'Personal vom Revier' ingeënt werd tegen vlektyfus, een jaarlijks terugkerende ziekte in het kamp die veel slachtoffers eiste. Door zijn werk als Revierläufer had Rost de gelegenheid om met vrienden, die net als hij in Dachau opgesloten zaten en verspreid waren over de vele blokken, te spreken en hen te helpen ziektes te voorkomen en te overwinnen. In het Revier schreef Rost zo veel mogelijk over zijn ervaringen en gedachten naar aanleiding van de werken die hij las. Hoewel dit uiteraard verboden was, leverden verschillende personen hem zo veel mogelijk stukjes papier. Deze 'papiertjes' vormden uiteindelijk de basis van zijn boek "Goethe in Dachau". Op 29 april 1945 werd Rost uit Dachau bevrijd door de Amerikanen.

## Nico Rost na de bevrijding
"Die alte Erde steht noch, und der Himmel wölbt sich noch über mir" (Duits: "De oude aarde staat nog en de hemel welft zich nog boven mij") was het Goethe-citaat dat Rost in Dachau de betrekkelijkheid van zijn gevangenschap én het nationaalsocialisme liet inzien. Hij werkte deze gedachte verder uit in zijn in 1946 gepubliceerde dagboek "Goethe in Dachau". Uitgaande van de continuïteit van de Duitse cultuur bestreed hij anti-Duitse gevoelens door vooral de grootsheid van de Duitse literatuur te beklemtonen. Het boek verkocht goed en werd vertaald in het Duits en het Tsjechisch.
Rost heeft zich met zijn vrouw na de bevrijding in België gevestigd. Hij verkeerde weer in literaire kringen en had omgang met Louis Paul Boon en Herman Teirlinck.
Nico Rost vond in de eerste jaren na de oorlog een vriendelijk onthaal in beide nieuwe Duitse staten. Rost werd gewaardeerd in de Bondsrepubliek, maar als communist trokken vooral de DDR, Hongarije en Tsjecho-Slowakije hem aan. De autoriteiten in Oost-Berlijn boden Rost zelfs een baan aan. Na aanvankelijke toenadering onder Otto Grotewohl, de communistische minister-president wiens biografie Rost zou schrijven, kwam het tussen de DDR van Walter Ulbricht en Rost tot een breuk.
In de Nederlandse CPN was Rost een van de velen die door Paul de Groot, de autoritaire stalinistische partijleider, uit de communistische partij werden gezet. De autoriteiten in Berlijn ontdekten dat Rost geen lid van de CPN meer was en Rost kon niet accepteren dat Oost-Duitsland zich afkeerde van voor hem waardevolle Duitse tradities. De DDR zette hem het land uit en Nico Rost werd terug in Nederland actief in de Socialistische Werkers Partij, een linkse splintergroepering. In het midden van de jaren vijftig vestigde Rost zijn hoop nog even op Polen waar Gomoelka een volgens Rost veelbelovend socialistisch experiment uitvoerde. Winst voor Rost was dat hij, nu de DDR hem niet meer toeliet, weer bijzonder welkom was in de Bondsrepubliek.
In De vrienden van mijn vader (1956) liet Rost een gevoelig portret na van de Joden die in Groningen in en rond de Folkingestraat hebben geleefd. Het boek is een monument voor deze vrijwel geheel uitgemoorde groep mensen en vertelt over hun dagelijks leven, hun armoede, vroomheid en studiezin. In de jaren na de oorlog zette Nico Rost zich in voor het herstel van de relaties tussen Nederland en Duitsland, het opsporen van oorlogsmisdadigers en het bestrijden van (neo)fascisme en ook voor erkenning van het leed dat de Europese zigeuners (Roma en Sinti) in de oorlog is aangedaan.
Nico Rost leefde van zijn pen; daarom schreef hij ook talloze humoristische of informatieve stukken en stukjes voor prospectussen en bedrijfsbladen van ondernemingen en organisaties zoals de Verenigingen voor Vreemdelingenverkeer (V.V.V.). Hij hield ook veel betaalde lezingen. Nico Rost was lid van zowel het (Nederlandse) Nationale- als het internationale Dachau-Comité en was een van de stichters van de gedenkplaats die het voormalige concentratiekamp nu is.
Na 1955 heeft Rost weinig meer gepubliceerd. Hij ontving in 1958 de Marianne Philips-prijs en vijfhonderd gulden voor zijn gehele oeuvre. De aan hem toegekende Culturele prijs van de provincie Groningen (1966) kon Rost, die tijdens zijn leven verder niet met prijzen werd overladen, niet meer in ontvangst nemen. Dat te zijner ere in juni 1966 in Israël een boom werd geplant kan ook als een erkenning van Rosts leven en werk worden gezien.

## De literaire nalatenschap van Nico Rost

### Boeken
- Het troostelooze. Met een voorrede van Ellen Forest (Baarn: Hollandia-Drukkerij, 1918).
- Groote dichters van den laatsten tijd (Amsterdam: Meulenhoff, 1921).
- Kunst en cultuur in Sovjet Rusland (Amsterdam: Querido, 1924).
- Het nieuwe tooneel in het nieuwe Rusland (Arnhem: Van Loghum Slaterus, 1927)
- Levensberichten (Den Haag: De Baanbreker-Servire, 1931). Bevat stukken over: Verlaine, Manulescu, Azew, Sawinkow, John Reed
- Een concentratiekamp in het Derde Rijk. (Den Brouwerij van Oranienburg) (Amsterdam: Links Richten, 1933) 20 p.
- Van het Spaanse vrijheidsfront. Een reportage. Met een voorwoord van Louis de Brouckère (Amsterdam: Pegasus, 1937).
- Het geval Jef Last. Over fascisme en trotzkisme (Amsterdam: Pegasus, 1938).
- Goethe in Dachau. Literatuur en werkelijkheid. Dagboek 1944-45 (Amsterdam: L.J. Veen's Uitgeversmaatschappij, 1946). Vert. als Goethe in Dachau. Literatur und Wirklichkeit
- Nog draaft Beyaard. Een Ardennenboek (Amsterdam-Antwerpen: De Wereldbibliotheek, z.j. [1954])
- Reisdagboek uit de Krimpenerwaard,: bevattende het waarheidsgetrouwe relaas van de singuliere wederwaardigheden en ontmoetingen van Nico Rost en zijn vrouw Edith op hun leerzame en genoegelijke tocht door elf dorpen en één stad in het land van IJssel, Lek en Vlist (Rotterdam: Ad. Donker, z.j. [1954])
- Ik was weer in Dachau. Vert. als Ich war wieder in Dachau
- De vrienden van mijn vader. erinneringen een de Folkingestraat (eerste druk: Assen: Van Gorcum, 1956) met enkele tekeningen van het joodse leven in Groningen door Lies Veenhoven.
- Veranderd klimaat in Polen. Een reisbericht (Assen: Van Gorcum, z.j. [1957]).
- Ook dat is Brussel. Appreciaties en herinneringen (Assen: Van Gorcum, 1958).
- "Daar gaat een Dominee voorbij. De redactie van deze bundel deed Rost samen met Ds.J.J.Buskes.(Amsterdam 1965)
- Tegenover de anderen. Eerste bundel verhalen en reportages (Den Haag: Kruseman, 1966).
- "Goethe in Dachau. Dagboek 1944-1945. (De Bilt: Uitgeverij Schokland, 2015) (heruitgave, uitgebreid met nieuwe noten en nawoord door Ewout van der Knaap). ISBN 978-90-816628-8-8
- Franz Kafka (Amsterdam: Sjolsea, 2000 ISBN 90-73188-16-4. Eerder verschenen in de Kroniek der Duitsche Letteren van de Telegraaf op 3 maart 1923

#### Vertalingen
- 1923 - R.L. Stevenson. Treasure island als Goud-eiland. Roman
- 1923 - Charles de Coster. Contes Flamands. Sire Halewijn als Heer Halewijn
- 1924 - F. Ossendowski. Vert. als Dieren, menschen en goden
- 1929 - Anna Seghers. Aufstand der Fischer von St. Barbara '(1928) als Het oproer der visschers van St. Barbara
- 1929 - Werk van Pilniak; Lawrenjow; Semjonow; Jawitsch; Jakowlew; Nikitin; Iwanow; Sejfullina; Romanow; Leonow; Sosulja; Newerow; Lidin; Sostschenko; Majakowski; Nisowoi als Het wijde land. Nieuw werk van nieuwe Russische schrijvers
- 1930 - Alfred Döblin. Berlin-Alexanderplatz als Frans Biberkopf's zondeval (Berlin-Alexanderplatz). In 1978 uitgegeven als: Berlijn Alexanderplatz. Franz Biberkopfs zondeval ISBN 90-253-0528-8
- 1931 - Egon Erwin Kisch. Vert. als Tijdopnamen. Een bundel reportages
- 1932 - B. Traven (Pseud. van Herbert Albert Otto Max Feige). Die weisse Rose (1929) als De witte roos
- 1932 - Lion Feuchtwanger. Der jüdische Krieg (1932) als De jood van Rome
- 1932 - Hans Fallada. Kleiner Mann, was nun? (1932) als Wat nu, kleine man?
- 1933 - Arnold Zweig. De Vriendt kehrt heim (1932) als De Vriendt keert weer. Roman
- 1934 - Ernst Toller. Ein Jugend in Deutschland (1933) als Ik was een Duitscher. In 1981 uitgegeven als: Een jeugd in Duitsland ISBN 90-290-1397-4
- 1934 - Joseph Roth. Tarabas. Ein Gast auf dieser Erde (1934) als Tarabas. Een vreemdeling op aarde
- 1934 - Lion Feuchtwanger. Die Geschwister Oppenheim (1933) als De Oppenheims. Roman
- 1934 - Hans Fallada. Wir hatten mal ein Kind (1934) als We hadden eens een kind
- 1934 - Hans Fallada. Wer einmal aus dem Blechnapf frisst... als Wie eens uit het schaftje eet...
- 1935 - Wolfgang Langhof. Die Moorsoldaten als De veensoldaten. Een onpolitiek feitenrelaas van 13 maanden concentratiekamp
- 1935 - Egon Erwin Kisch. Vert. als Menschen in kwik, kwik in menschen, en andere reportages
- 1935 - Lion Feuchtwanger. Die Söhne (1935) als De zonen. Vervolg op: De jood van Rome. 1932
- 1936 - Lion Lania. Land in Zwielicht (1934) als Land van belofte
- 1936 - Hans Fallada. Altes Herz geht auf die Reise (1936) als Een oud hart gaat spelevaren
- 1937 - Ernst Glaeser. Der letzte Zivilist (1935) als De laatste man in burger
- 1937 - Erich Maria Remarque. Drei Kameraden (1937) als Drie kameraden
- 1937 - Konrad Merz. Ein Mensch fällt aus Deutschland (1936) als Duitscher aangespoeld!
- 1937 - Lion Feuchtwanger. Der Falsche Nero (1936) als De valsche Nero
- 1938 - Het wijde land. 16 novellen uit de moderne Russische letteren
- 1940 - Ernst Wiechert. Das einfache Leben (1939) als Het simpele leven
- 1948 - Anna Seghers. Das siebte Kreuz. Roman aus Hitlerdeutschland (1942) als Het zevende kruis
- 1950 - Elio Vittorini. Conversazione in Sicilia als Bij mijn moeder op Sicilië
- 1950 - Anna Seghers. Transit als Transit
- 1953 - Joseph Roth. Hiob. Roman eines einfachen Mannes als Job : roman van een doodgewone man
- 1956 - Jacob Grimm. Sprookjes van Grimm. Deel 1 en 2

### In tijdschriften
- diverse artikelen in het Duitse culturele maandblad Der Querschnitt (1923-1933).
- 'De Trotzki-crisis' in het Haagsch Maandblad, februari 1925.
- 'Brief uit een concentratiekamp', in: Links Richten. Maandblad van het arbeiders-schrijvers- collectief Links Richten, nr. 8, antifascistennummer, 1 mei 1933.
- Ik was weer in Dachau. Brochure met een inleiding van J.J. Buskes (z.pl., Uitgave van het Internationaal Dachau Comité, 1956).
- Sprookjes van Grimm in twee delen samengesteld en vertaald door Nico Rost Uitgeverij Prisma 1956.
- 'Wissen Sie noch, Herr Hinkel?' Een artikel in Der Ausweg. Jüdische Zeitung für Aufklärung und Abwehr, januari 1964
- 'Mijn ontmoetingen met Gottfried Benn' in De nieuwe stem, maandblad voor cultuur en politiek,(mei 1964), afl. 5
- Diverse artikelen in Buiten de perken, het orgaan van de Socialistische Werkers Partij.

### Onder het pseudoniemW. van Elhorstverscheen van Rosts hand
- 'Joseph Roth' een artikel in Kroniek van Hedendaagsche Kunst en Kultuur deel 4 (1939)
- 'Kroniek achter prikkeldraad' in Kroniek van Kunst en Kultuur nummer 5 (1940) Een artikel over de naar Zuid-Frankrijk uitgeweken Spaanse kunstenaars.

### Over Nico Rost
- Hans Olink: Nico Rost, de man die van Duitsland hield. Amsterdam, Nijgh en Van Ditmar, 1997. [Biografie van Nico Rost] ISBN 90-388-5496-X
- K. ter Laan: Letterkundig woordenboek voor Noord en Zuid. Den Haag, van Goor, 1952. Geen ISBN
- G.J. van Bork en P.J. Verkruijsse: De Nederlandse en Vlaamse auteurs. Weesp, De Haan, 1985. ISBN 90-228-4565-6
- Ab Visser: Het literaire café. Open brief aan Nico Rost. Sjaalmancahiers, dl. 16. Utrecht, Sjaalmanpers, 1986. Geen ISBN.
- Jac Wallage: Een inleiding over Nico Rost, uitgesproken bij de presentatie van de biografische schets van Nico Rost door Hans Olink op 6 september 1997 in de Openbare Bibliotheek te Groningen. Groningen, Boekhandel Godert Walter, 1997. Geen ISBN.
- August-Hans den Boef & Sjoerd van Faassen: Verrek, waar is Berlijn gebleven? Nederlandse schrijvers en hun kunstbroeders in Berlijn 1918-1945. Schrijversprentenboek nr.47. Amsterdam, Bas Lubberhuizen, 2002. ISBN 90-76314-89-6